# Purasangre (película de 2016)
Purasangre (en inglés Pure Blood) es una película mexicana de acción y suspenso de 2016 y estrenada en enero de 2017, dirigida por Noé Santillán-López, escrita por Francesco Papini y protagonizada por Hernán Mendoza, Mauricio Argüelles, Joaquín Cosío, Luis Roberto Guzmán, César Rodríguez, Ruy Senderos, Adrián Vázquez, Silverio Palacios, Fernando Becerril, Rocío Verdejo  y Paulette Hernandez.

## Sinopsis
Chema (Mauricio Argüelles) y Jaime (Luis Roberto Guzmán) son dos hermanos que con la ayuda de su primo Tino (Ruy Senderos) y  de dos amigos, Fierro (César Rodríguez) y Bosco (Adrián Vazquez), se verán obligados a robar el hipódromo de las Américas. Éste acto es lo único que se les ocurre para solucionar todos los problemas que llevan acarreando en sus vidas durante todo ese tiempo. Ajenos a lo que pueda ocurrir en el futuro, este grupo de cinco ladrones especialistas continúa con su vida. Pasan los años y el atraco queda atrás. Manolo (Hernán Mendoza), el oficial a cargo del caso se determinará a capturarlos uno a uno para conseguir sus números de la combinación de la caja fuerte y recuperar el botín que robaron en el hipódromo. Los cinco intentarán escapar del destino que, todos estos años después, quiere ponerse al día con todos ellos.

## Reparto
- Hernán Mendoza como Manolo.
- Mauricio Argüelles como Chema.
- Luis Roberto Guzmán como Jaime.
- Joaquín Cosío como Carmona.
- César Rodríguez como Fierro.
- Ruy Senderos como Tino.
- Adrián Vazquez como Bosco.
- Silverio Palacios como Lucio.
- Fernando Becerril como Cacho.
- Rocío Verdejo como Teresa.
- Paulette Hernandez como Camila.
- Arnulfo Reyes Sánchez como Trevi.
- Fernanda Borches como Rocío.
- Fermín Martínez como Esparza.
- Ramón Medina como Marco.
- Alan Gutiérrez como Javi.

## Críticas
«Éste thriller mexicano usa de forma adecuada la acción y una trama truculenta para sostener un guion que no logra del todo despegar.»
Jesús Chavarría, CinePremiere

«Satisfactoria en cuanto a niveles de producción, el resultado es un filme aceptable, que sin duda, puede inspirar a otros directores a salir de la fórmula de la comedia.»
Lucero Calderón, Diario Excélsior

«El filme se regodea en los arquetipos mafiosos hollywoodenses y en una edición confusa, pero preciosista. El final precipitado es el resultado de no saber plantear el conflicto inicial.»
Gerardo Gil, Diario El Sol de México

«El cine mexicano empieza el 2017 con excelentes producciones y no dudamos que este filme se convierta en todo un éxito.»
Televisa Espectáculos

«Tiene todo pero no es comedia: A pesar de no lograr llegar al TopTen de CanaCine (institución que registra los ingresos de las taquillas en México) resulta ser una muy buena película, con un buen guion, buena fotografía, buenas secuencias, y lo que me gustó es que su elenco son actores no muy conocidos, pero que hacen un trabajo magistral y además tienen como soporte a destacadas figuras del cine nacional que aderezan la historia como Joaquín Cosío, Luis Roberto Guzmán, Rocío Verdejo, Silverio Palacios y Hernán Mendoza, quién hace un gran papel, pero a pesar de eso, no se logró el cometido.»
Hatdadiel Aragón, El Debate

## Música
La banda sonora de la película fue compuesta por Arturo Solar (n. 1978, Santiago de Compostela, España) y el tema principal de la cinta, 'El Jinete', canción original de José Alfredo Jiménez fue interpretada por la cantante mexicana María León (n. 1986, Zapopan, Jalisco). La participación de León en la cinta se debe a la amistad que sostienen con el director Noé Santillán-López desde sus años de primaria y que, en general, ha tenido buena aceptación por parte del público. María León grabó la canción de manera independiente y posteriormente se integró a un extenso arreglo orquestal con 60 músicos en La Coruña, España, con la participación de Víctor Vázquez como ingeniero de grabación y Jean B. Smit como ingeniero de mezclas.